# Fiordo Cahuelmó
El fiordo Cahuelmó es un fiordo del sur del Chile ubicado en la comuna de Hualaihué, Región de Los Lagos. Tiene una longitud de 6 km de oeste a este y es afluente del fiordo Comau. Destaca por las termas naturales en su interior y estar inserto en el Parque Nacional Pumalín.

## Descripción
El fiordo se encuentra al este de la boca del fiordo Comau, en la zona oriental del golfo de Ancud, frente a la península de Huequi. Su principal afluente es el río Mirta, que a la vez es efluente de la laguna Abascal, situada a 4 km al NE del fiordo.

## Termas
Las termas de Cahuelmó se encuentran ubicadas al interior del fiordo del mismo nombre y al interior del Parque Pumalín. Se trata de baños termales naturales cuyas aguas se distribuyen mediante canales excavados y que se distribuyen en pequeños pozos tallados en la roca. En las proximidades hay servicio de camping perteneciente al Parque Pumalín. Para acceder a ellas hay que hacerlo solo por vía marítima.
Tanto las termas como el fiordo constituyen un verdadero escenario para la instrucción y practica de deportes náuticos, la educación ambiental y la navegación. Así lo demostró la vista de los Scouts Marinos en octubre del 2014. En los alrededores del mismo fiordo también existen loberías.
La única forma de llegar al fiordo y a las termas es vía marítima.

## Coral de agua fría
La Fundación Huinay, que opera desde el fiordo Cahuelmó, ha declarado la presencia de corales de agua fría en las aguas de los fiordos Comau y Reñihué (incluyendo Quintupeu, Cahuelmó y la isla Lilihuapi), considerándolos áreas de referencia científica. Para el caso de los corales endémicos de aguas frías Caryophyllia huinayensis y Tethocyathus endesa, se trata de los únicos registros de éstos corales escleractínios en el Pacífico Sur Oriental.
Expertos mencionan que algunos son considerados fósiles vivientes. El coral de piedra (Desmophyllum dianthus), es una especie que si bien no es exclusiva de Chile, solo es posible encontrarla en abundancia a nivel superficial en fiordos como el Quintupeu, Reñihué y Cahuelmó. Este coral es usualmente una especie de aguas profundas, factible de hallar a más de mil metros de profundidad, pero en estos fiordos se puede encontrar esta especie a solo 20 metros, por lo que se puede bucear para estudiarlo. El coral de piedra es una especie solitaria, que no construye arrecifes y que, como el resto de los corales de agua fría, depende de la captura de plancton para alimentarse. Esto lo diferencia de los corales tropicales, que tienen un alga fotosintética al interior de sus tejidos, por lo que necesitan luz solar y condiciones cálidas para sobrevivir. El coral de piedra, sin esta alga, puede vivir casi en cualquier lugar: en el océano profundo (bajo seis mil metros), en regiones polares y en fiordos de aguas frías.
Los corales son parte irremplazable del ecosistema: forman hábitat al fondo del océano, creando hogares para muchos otros animales, donde pueden descansar, comer y reproducirse. Además, son parte importante del ciclo de vida de especies comerciales de peces y cangrejos. Estos corales de agua fría son frágiles.Viven en condiciones más ácidas que los corales regulares y cualquier cambio a través del calentamiento o acidificación podría llevarlos al extremo de lo que ellos son capaces de resistir.
Actualmente, el coral de estos fiordos, incluido el Quintupeu, está clasificado como «casi amenazado» y hay estudios en curso para entender los daños producidos por el cambio climático u otras razones antropogénicas (como la extracción para artesanías, pesca y la salmonicultura).